# 許錫謙
許錫謙（1915年—1947年），臺灣花蓮人，二二八事件時，因發動反貪污示威，遭到國民黨政府設局謀殺。作家楊照的外祖父。

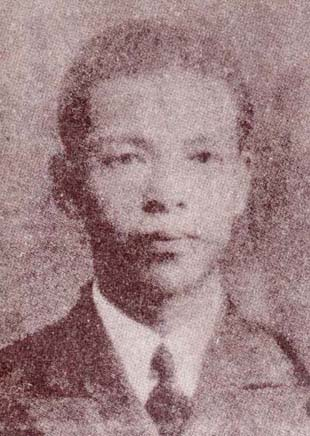
許錫謙

## 簡介
臺北二中畢業。出身門閥，父親許柳枝為花蓮地方富商。
1945年二次大戰後擔任三民主義青年團花蓮分團幹事。後擔任《青年報》及《青年週刊》編輯，1947年二二八事件爆發後，鼓吹民主，發動反貪污運動，並加入「二二八事件處理委員會花蓮分會」。此外，花蓮地區的青年組成「金獅隊」、「白虎隊」、「青年隊」，並聯合組成「青年大同盟」，由許錫謙擔任總指揮，負責維持治安和社會秩序。為當局所忌，走避臺北。
當時的官派花蓮縣縣長張文成與憲兵隊人員，向許錫謙的叔叔許屘輝遊說，要求屘輝勸說錫謙回鄉自首，公家允諾不追究責任。
錫謙聽聞消息，返回花蓮，在南方澳附近遭埋伏的憲兵捕殺。遺體被發現時，眼遭矇住，手腳綑綁，頭部、手肘均中彈，後腦破裂僅餘三分之一，死狀悽慘。